# Kalondama Barat
Kalondama Barat is een bestuurslaag in het regentschap Alor van de provincie Oost-Nusa Tenggara, Indonesië. Kalondama Barat telt 395 inwoners (volkstelling 2010).